# Skerike landskommun
Skerike landskommun var en kommun i Västmanlands län.

## Administrativ historik
Kommunen bildades 1863 i Skerike socken i Norrbo härad i Västmanland. Vid kommunreformen 1952 uppgick landskommunen i Västerås stad.